# Chioneosoma turkomanum
Chioneosoma turkomanum är en skalbaggsart som beskrevs av Brenske 1888. Chioneosoma turkomanum ingår i släktet Chioneosoma och familjen Melolonthidae. Inga underarter finns listade i Catalogue of Life.